# Bithiodes obliquata
Bithiodes obliquata là một loài bướm đêm trong họ Geometridae.